# Frederique Neys
Frederique Neys (Brussel, 2 juni 1989) is een Belgische voormalige atlete, die gespecialiseerd was in het hamerslingeren en lid was van het Belgische bobslee team (2011-2014). Zij veroverde één Belgische titel in het hamerslingeren. 

## Biografie
Neys werd in 2009 Belgisch kampioene hamerslingeren. Ze was aangesloten bij Daring Club Leuven Atletiek.

## Belgische kampioenschappen
| Onderdeel      | Jaar |
| -------------- | ---- |
| hamerslingeren | 2009 |

## Persoonlijk record
| Onderdeel      | Prestatie | Datum         | Plaats             |
| -------------- | --------- | ------------- | ------------------ |
| hamerslingeren | 54,78 m   | 16 april 2011 | Naimette-Xhovémont |

## Palmares
hamerslingeren
- 2007:  BK AC – 46,81 m
- 2009:  BK AC – 52,12 m
- 2010:  BK AC – 49,78 m
- 2011:  BK AC – 50,31 m
- 2013:  BK AC – 53,81 m